# Gare de Reitan
La gare de Reitan  est une station de chemin de fer de la ligne de Røros située près du hameau de Reitan sur la commune de  Holtålen dans le comté de Trøndelag. La gare, créée pour le trafic des trains de voyageurs et de marchandises, fut ouverte en 1877 lors de l'inauguration de la ligne de Røro. La gare a été construite dans le style design suisse par l'architecte Peter Andreas Blix.